# John J. Fitz Gerald
John Joseph "Jack" Fitz Gerald (7 mars 1893 - 17 mars 1963) est un chroniqueur hippique pour le New York Morning Telegraph de 1912 à 1940 (sauf durant la Première Guerre mondiale), rédacteur en chef pour les pages de turf pendant ses 15 dernières années. Il devient ensuite directeur des relations publiques à plusieurs reprises pour le Garden State Racetrack (en) et l'Atlantic City Race Course (en) dans le New Jersey ainsi que pour le Tropical Park Race Track (en) à Miami.
Il est aussi le rédacteur sportif du Daily Sports Bulletin, un quotidien sportif. Son nom de famille est parfois orthographié FitzGerald mais Fitz Gerald est l'orthographe utilisée dans sa chronique du Morning Telegraph. Il est surtout connu aujourd'hui pour avoir popularisé le terme « Big Apple », surnom de la ville de New York.